# فردوس (گنبکی)
فردوس، روستایی در دهستان گنبکی بخش مرکزی شهرستان گنبکی در استان کرمان ایران است.

## جمعیت
بر پایه سرشماری عمومی نفوس و مسکن در سال ۱۳۹۵، جمعیت این روستا برابر با ۲۸۳ نفر (۷۸ خانوار) بوده است.